# Селетруку (комуна)
Селетруку (рум. Sălătrucu) — комуна у повіті Арджеш в Румунії. До складу комуни входять такі села (дані про населення за 2002 рік):
- Велень (713 осіб)
- Селетруку (1562 особи)

Комуна розташована на відстані 158 км на північний захід від Бухареста, 58 км на північний захід від Пітешть, 123 км на північний схід від Крайови, 93 км на південний захід від Брашова.

## Населення
За даними перепису населення 2002 року у комуні проживали 2275 осіб, усі — румуни. Усі жителі комуни рідною мовою назвали румунську.
Склад населення комуни за віросповіданням:
| Релігія     | Кількість осіб | Відсоток |
| ----------- | -------------- | -------- |
| православні | 2267           | 99,6%    |
| бретрени    | 7              | 0,3%     |
| реформати   | 1              | < 0,1%   |